# Národní park Willandra
Národní park Willandra je australský národní park o ploše 193,86 km² v Novém Jižním Walesu, 582 km západně od Sydney. Byl založen 26. května 1972. Půda na území parku je z velké části využívána pro extenzivní pastvu ovcí a skotu. Většina silnic v této oblasti je nezpevněná, už i při slabých deštích kluzká až neprůjezdná. Zdejší klima je semiaridní s horkými léty a studenými zimy.